# Mistrzostwa Ameryki Centralnej w Piłce Ręcznej Kobiet 2023
Mistrzostwa Ameryki Południowej w Piłce Ręcznej Kobiet 2023 – oficjalny międzynarodowy turniej piłki ręcznej zorganizowany przez COSCABAL służący jako kwalifikacja do innych zawodów dla żeńskich reprezentacji narodowych z Ameryki Centralnej i Południowej. Odbył się w sześciozespołowej obsadzie w dniach 28 lutego – 4 marca 2023 roku w Managui.
Sześć uczestniczących zespołów rywalizowało systemem kołowym w ramach jednej grupy. Zawody były eliminacjami do MŚ 2023 oraz kwalifikacją do CACSO 2023 i Mistrzostw Ameryki Południowej i Centralnej 2024.
Prócz drużyn z Ameryki Centralnej mogły wziąć w nich udział drużyny, które nie uzyskały awansu na mistrzostwa świata z Mistrzostwa Ameryki Południowej i Centralnej 2022.
Z kompletem zwycięstw triumfowała reprezentacja Paragwaju, która wraz z Chile awansowała do światowego czempionatu, dwie kolejne drużyny – Nikaragua i Kostaryka – zakwalifikowały się natomiast na Igrzyska Ameryki Środkowej i Karaibów 2023.

## Mecze
| 28 lutego 202315:00 | Paragwaj | 35:13(17:5) | Kostaryka | Instituto Nicaragüense de Deportes, Managua Widzów: 50 Sędzia: B. Correa, R. Correa |
| 28 lutego 202315:00 |          | 35:13(17:5) |           | Instituto Nicaragüense de Deportes, Managua Widzów: 50 Sędzia: B. Correa, R. Correa |

| 28 lutego 202317:00 | Chile | 37:20(19:7) | Gwatemala | Instituto Nicaragüense de Deportes, Managua Widzów: 60 Sędzia: Lemes, Sosa |
| 28 lutego 202317:00 |       | 37:20(19:7) |           | Instituto Nicaragüense de Deportes, Managua Widzów: 60 Sędzia: Lemes, Sosa |

| 28 lutego 202320:00 | Nikaragua | 39:18(22:7) | Salwador | Instituto Nicaragüense de Deportes, Managua Widzów: 400 Sędzia: Castillo, Alvarado |
| 28 lutego 202320:00 |           | 39:18(22:7) |          | Instituto Nicaragüense de Deportes, Managua Widzów: 400 Sędzia: Castillo, Alvarado |

| 1 marca 202315:00 | Salwador | 13:37(7:16) | Chile | Instituto Nicaragüense de Deportes, Managua Widzów: 30 Sędzia: Pagoaga, Zambrano |
| 1 marca 202315:00 |          | 13:37(7:16) |       | Instituto Nicaragüense de Deportes, Managua Widzów: 30 Sędzia: Pagoaga, Zambrano |

| 1 marca 202317:00 | Kostaryka | 24:14(13:5) | Gwatemala | Instituto Nicaragüense de Deportes, Managua Widzów: 35 Sędzia: B. Correa, R. Correa |
| 1 marca 202317:00 |           | 24:14(13:5) |           | Instituto Nicaragüense de Deportes, Managua Widzów: 35 Sędzia: B. Correa, R. Correa |

| 1 marca 202319:00 | Paragwaj | 44:28(23:10) | Nikaragua | Instituto Nicaragüense de Deportes, Managua Widzów: 320 Sędzia: Lemes, Sosa |
| 1 marca 202319:00 |          | 44:28(23:10) |           | Instituto Nicaragüense de Deportes, Managua Widzów: 320 Sędzia: Lemes, Sosa |

| 2 marca 202315:00 | Paragwaj | 43:15(20:9) | Salwador | Instituto Nicaragüense de Deportes, Managua Widzów: 25 Sędzia: Castillo, Alvarado |
| 2 marca 202315:00 |          | 43:15(20:9) |          | Instituto Nicaragüense de Deportes, Managua Widzów: 25 Sędzia: Castillo, Alvarado |

| 2 marca 202317:00 | Chile | 35:12(19:7) | Kostaryka | Instituto Nicaragüense de Deportes, Managua Widzów: 16 Sędzia: Lemes, Sosa |
| 2 marca 202317:00 |       | 35:12(19:7) |           | Instituto Nicaragüense de Deportes, Managua Widzów: 16 Sędzia: Lemes, Sosa |

| 2 marca 202319:00 | Gwatemala | 26:43(16:18) | Nikaragua | Instituto Nicaragüense de Deportes, Managua Widzów: 350 Sędzia: Pagoaga, Zambrano |
| 2 marca 202319:00 |           | 26:43(16:18) |           | Instituto Nicaragüense de Deportes, Managua Widzów: 350 Sędzia: Pagoaga, Zambrano |

| 3 marca 202315:00 | Kostaryka | 30:20(11:11) | Salwador | Instituto Nicaragüense de Deportes, Managua Widzów: 35 Sędzia: Pagoaga, Zambrano |
| 3 marca 202315:00 |           | 30:20(11:11) |          | Instituto Nicaragüense de Deportes, Managua Widzów: 35 Sędzia: Pagoaga, Zambrano |

| 3 marca 202317:00 | Paragwaj | 49:18(28:4) | Gwatemala | Instituto Nicaragüense de Deportes, Managua Widzów: 18 Sędzia: Castillo, Alvarado |
| 3 marca 202317:00 |          | 49:18(28:4) |           | Instituto Nicaragüense de Deportes, Managua Widzów: 18 Sędzia: Castillo, Alvarado |

| 3 marca 202319:00 | Nikaragua | 34:47(14:23) | Chile | Instituto Nicaragüense de Deportes, Managua Widzów: 500 Sędzia: B. Correa, R. Correa |
| 3 marca 202319:00 |           | 34:47(14:23) |       | Instituto Nicaragüense de Deportes, Managua Widzów: 500 Sędzia: B. Correa, R. Correa |

| 4 marca 202315:00 | Salwador | 26:19(13:9) | Gwatemala | Instituto Nicaragüense de Deportes, Managua Widzów: 25 Sędzia: Pagoaga, Zambrano |
| 4 marca 202315:00 |          | 26:19(13:9) |           | Instituto Nicaragüense de Deportes, Managua Widzów: 25 Sędzia: Pagoaga, Zambrano |

| 4 marca 202317:00 | Nikaragua | 30:28(14:13) | Kostaryka | Instituto Nicaragüense de Deportes, Managua Widzów: 350 Sędzia: B. Correa, R. Correa |
| 4 marca 202317:00 |           | 30:28(14:13) |           | Instituto Nicaragüense de Deportes, Managua Widzów: 350 Sędzia: B. Correa, R. Correa |

| 4 marca 202319:00 | Chile | 17:31(6:16) | Paragwaj | Instituto Nicaragüense de Deportes, Managua Widzów: 300 Sędzia: Lemes, Sosa |
| 4 marca 202319:00 |       | 17:31(6:16) |          | Instituto Nicaragüense de Deportes, Managua Widzów: 300 Sędzia: Lemes, Sosa |